# Mègara (mitologia)

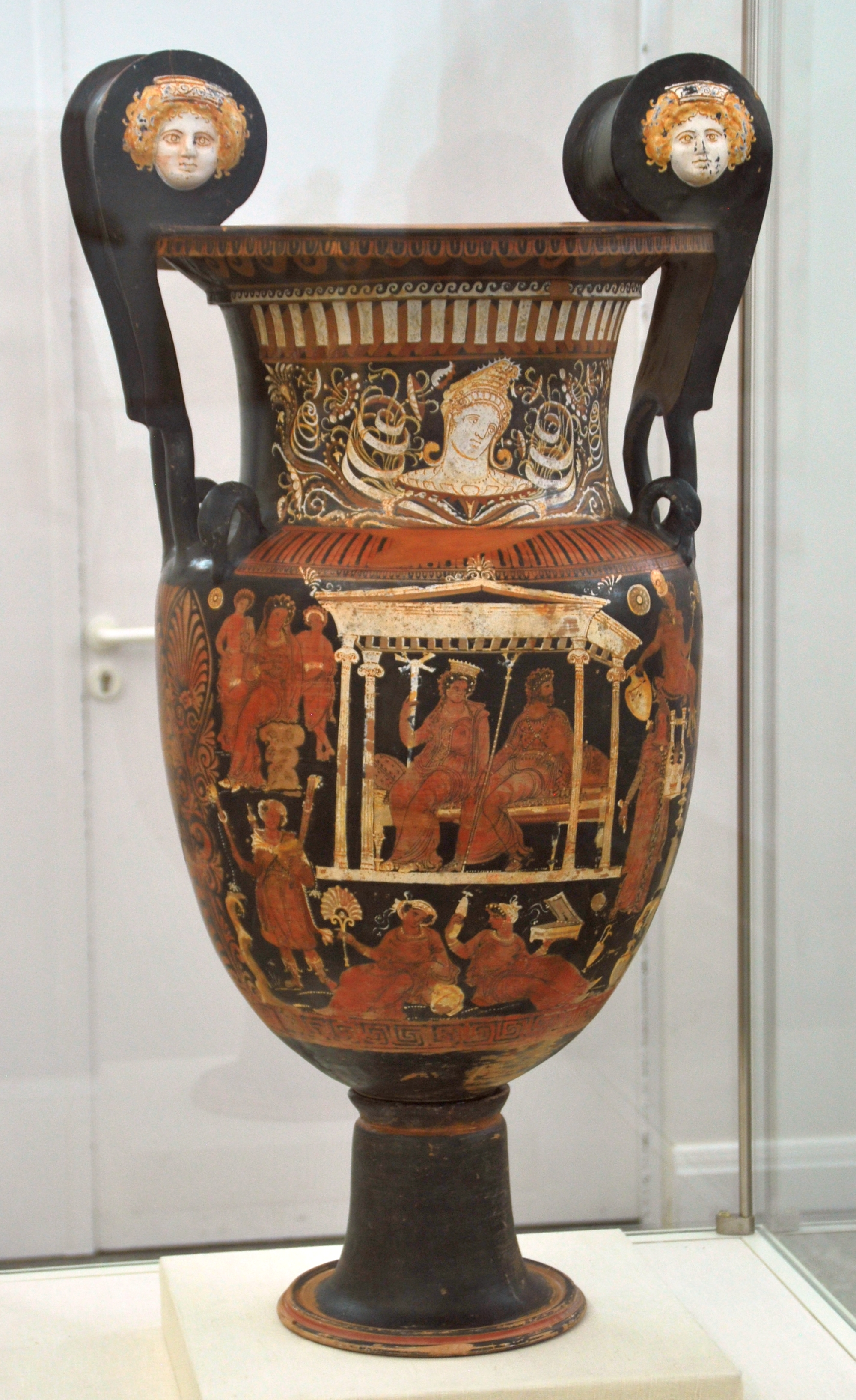
Mègara

Mègara (grec antic: Μεγάρα), segons la mitologia grega, va ser una princesa tebana, filla de Creont.
El seu pare la va concedir en matrimoni a Hèracles, en agraïment per haver-lo ajudat a combatre contra els minies d'Orcomen.
Va tenir tres fills amb l'heroi, anomenats Creontíades, Deicoont i Terímac, però aquest matrimoni acabà malament, ja que Hèracles, embogit per Hera, els va matar i, segons alguns, també ella hauria estat morta en aquella ocasió. Eurípides explica que, durant l'absència d'Hèracles, que havia anat als Inferns a la recerca del gos Cèrber tal com li havia manat Euristeu, un tal Licos havia arribat d'Eubea per destronar Creont, i va matar-lo. Quan estava a punt de matar Mègara, i els seus fills, Hèracles va tornar, i va matar Licos, però Hera el va embogir i amb les seves fletxes va travessar els seus fills i la mateixa Mègara. Estava a punt de matar Amfitrió, quan la intervenció de la deessa Atena el va fer adormir.
Però alguns autors no admeten que Mègara morís a mans d'Hèracles. Diuen que l'heroi va voler anul·lar el matrimoni, i que va casar Mègara amb Iolau. O bé, que després de matar els seus fills, Hèracles va fugir de Tebes i es passà un any exiliat. Llavors Íficles i Licimni el van cridar, però l'heroi no va voler tornar. Finalment, acompanyats de Mègara, el van anar a buscar i es van reunir tots a Tirint.